# Palača bandeirantov
Palača bandeirantov (portugalsko Palácio dos Bandeirantes) je palača v São Paulu v Braziliji. Je sedež vlade zvezne države São Paulo in uradna rezidenca guvernerja. Palača, ki stoji v okrožju Morumbi, gosti tudi nekaj sekretariatov in široko zgodovinsko in umetniško razstavo, odprto za javnost.

## Zgodovina
Prvotni projekt, ki ga je leta 1938 zasnoval italijanski arhitekt Marcello Piacentini, je predstavljal abstraktne linije, gladke stene in široko fasado. Z začetkom del, leta 1954, pod vodstvom inženirja Francisca da Nova Monteira, je dobila italijanski slog z neoklasicističnim vplivom. Glavni cilj je bil namestiti univerzo Conde Francisco Matarazzo, vendar je bilo zaradi finančnih težav delo ohromljeno.
Razlaščena med administracijo guvernerja Adhemarja de Barrosa je stavba nadomestila Palácio dos Campos Elísios kot sedež izvršne veje oblasti São Paula od 19. aprila 1964, ko se je imenovala Palácio dos Bandeirantes, poleg tega pa je postala guvernerjev urad, rezidenca in muzej.
Kulturno središče je postalo leta 1970 pod vlado Abreua Sodréja s pobudo zbiranja zbirke pohištva, slik in predmetov. Ustanovljena je bila komisija z imeni, kot so Paulo Mendes de Almeida, Oswald de Andrade, Sílvia Sodré Assunção, Pedro Antonio de Oliveira Neto in Marcelo Ciampolinni, za pridobitev umetniških del, ki trenutno sestavljajo umetniško-kulturno zbirko vladnih palač.

## Palača
Fundacija Conde Francisco Matarazzo je v opisnem spomeniku projekta stavbe ugotovila, da so bili pri izvedbi del uporabljeni »materiali vrhunske kakovosti'« in da so konstrukcija, razsvetljava in prezračevanje upoštevali »stroge gradbene standarde«. Glavni paviljon stavbe je velik: 21.153 kvadratnih metrov in tri nadstropja, kjer so bile uporabljene različne vrste marmorja, granita in drugih materialov.
Po razlastitvi je bila izvedena vrsta adaptacij stavbe, ki so jo prilagodile novi rabi: ureditev pisarniških prostorov, razširitev zunanjih površin in gradnja prizidkov. Najbolj drastična sprememba prvotnega načrta je bila narejena za namestitev stanovanjskega krila, vendar na splošno fasada ni bila ogrožena in prvotni materiali so bili ohranjeni. Ime »Bandeirantes« izhaja iz časa njegove razlastitve. Je poklon pionirjem raziskovalcem, ki so od 17. do 18. stoletja, ko so zapustili São Paulo, da bi raziskali notranjost Južne Amerike, razširili meje kapitanije São Vicente, tako da skoraj ustrezajo trenutnim mejam Brazilije.

### Park
Okoli palače se razteza velik park, ki meri skoraj 125 tisoč kvadratnih metrov, kjer izstopajo preostali žepi Atlantskega gozda. Na tem mestu raste več kot dva tisoč vrst avtohtonih in eksotičnih rastlin, kot so brazilski les, rumeni ipê (Tabebuia), libanonska cedra in češnja (Prunus subg. Cerasus), pa tudi štirideset vrst ptic. Hrani tudi skulpture iz zbirke Palácio dos Bandeirantes – dela Bruna Giorgija in Felície Leirner, med drugim.

### Zbirka
Palača hrani ekspresivno zbirko predmetov umetniškega in zgodovinskega pomena s približno 1700 predmeti. Večino del je pridobil Luís Arrobas Martins pod vlado Abreua Sodréja, ki je sprožil gibanje za preoblikovanje palače v kulturno središče z ustvarjanjem opremljene zbirke, slik in predmetov. Imena, kot so Oswald de Andrade, Paulo Mendes de Almeida, Sílvia Sodré Assunção, Marcelo Ciampolini in Pedro Antonio de Oliveira Neto, so oblikovala komisijo, zadolženo za izbiro del za pridobitev umetniško-kulturne zbirke vladnih palač. Ostala dela so bila prenesena iz Palácio dos Campos Elísios ali pa so jih podarili zasebniki. Obstaja tudi niz del, ustvarjenih posebej za palačo - na primer tista iz natečaja Panel Bandeirantes - in Galerija guvernerjev z uradnimi doprsnimi kipi in portreti nekdanjih guvernerjev São Paula.
Zbirko sestavljajo slike, kipi, deli sakralne umetnosti iz kolonialnega obdobja in predmeti dekorativne umetnosti. Med predstavljenimi umetniki med drugim izstopajo Aleijadinho, Pedro Américo, Almeida Júnior, Benedito Calixto, Oscar Pereira da Silva in Cândido Portinari. Skupaj z zbirkama palač Horto (São Paulo) in Boa Vista (Campos do Jordão) je zbirka Palácio dos Bandeirantes del umetniško-kulturne zbirke vladnih palač zvezne države São Paulo.